# Église de Sammaljoki
L'église de Sammaljoki (en finnois : Sammaljoen kirkko) est une église située à Sastamala en Finlande. 

## Architecture
L'église conçue par Ilmari Launis est construite en 1924 sur la colline au centre du village de Sammaljoki au bord de la route qui va de Vammala à Urjala.
L'autel présente la sculpture de Paavo Hakala intitulée Le Christ sur la croix.
Les clichés viennent de l'église de la garnison russe d'Hämeenlinna.
L'orgue à 9 jeux est achetée en 1966 à la fabrique d'orgues de Kangasala.